# Delfino Pescara 1936 2012-2013
Questa voce raccoglie le informazioni riguardanti il Delfino Pescara 1936 nelle competizioni ufficiali della stagione 2012-2013.

## Stagione
La stagione 2012-2013 vede il ritorno del Pescara in massima serie dopo quasi vent'anni. Infatti, l'ultima apparizione in Serie A, risale alla stagione 1992-1993.
Gli adriatici perdono molti artefici della promozione tra cui l'allenatore Zdeněk Zeman (ritornato alla Roma), Ciro Immobile (ceduto al Genoa), Lorenzo Insigne (che fa ritorno al Napoli dopo un anno di prestito) e Marco Verratti (ceduto al PSG per 12 milioni). La squadra sceglie come nuovo allenatore Giovanni Stroppa e sul mercato vengono acquistati il giovane portiere Mattia Perin (in prestito dal Genoa), l'attaccante croato Ante Vukušić (dall'Hajduk Spalato) e il talentuoso esterno Vladimir Weiss (dal Manchester City).
L'inizio di stagione è pessimo; perde le prime 3 partite contro Inter, Torino e Sampdoria per 0-3, 3-0 e 2-3. Alla quarta giornata il Pescara ottiene il primo punto stagionale pareggiando 1-1 contro il Bologna. Nelle successive due giornate i Delfini vincono contro Palermo (per 1-0) e Cagliari (1-2). Dopo queste vittorie il Pescara perde contro Lazio e Chievo, per poi vincere contro il Parma. La giornata successiva i biancoazzurri perdono contro la capolista Juventus con un pesantissimo 1-6. Dopo la sconfitta contro il Siena, Stroppa dà le dimissioni e viene scelto come nuovo allenatore Cristiano Bergodi. Il nuovo allenatore debutta con una sconfitta casalinga contro la Roma (0-1). Con l'avvento di Bergodi il Pescara ottiene risultati positivi, come le vittorie contro Genoa, Catania e Fiorentina (in quest'ultima il portiere Perin si rende protagonista di molte parate). Il Pescara chiude il girone d'andata fuori dalla zona retrocessione con 20 punti, frutto di 6 vittorie, 2 pareggi e 11 sconfitte. Dopo un mercato invernale sfortunato, i biancoazzurri non vinceranno più, perdendo quasi tutte le partite del girone di ritorno (solo due pareggi contro Roma e Palermo per 1-1). Il 4 marzo l'allenatore Bergodi viene esonerato e sostituito da Cristian Bucchi. I risultati non migliorano e la squadra scende all'ultimo posto. L'ultima partita il Pescara la perde 1-5 contro la Fiorentina: unica gioia bianco azzurra è il gol dell'esordiente Vittiglio.
Il Pescara chiude quindi il campionato all'ultimo posto con 6 vittorie, 4 pareggi e 28 sconfitte, con la squadra che peggiora il record negativo della stagione 1949-1950 che apparteneva al Venezia. I biancoazzurri fanno ritorno nella serie cadetta dopo un solo anno di assenza. Inoltre il Pescara ha inanellato una serie di record negativi, come il peggior attacco (appena 27 i gol segnati), la peggior difesa (84 reti subite, più di 2 a incontro), la peggior differenza reti (-57) e infine le 28 sconfitte su 38 partite giocate (ben 17 delle quali nel girone di ritorno), quest'ultimo assoluto record negativo nella storia della Serie A a 20 squadre.

## Divise e sponsor
Lo sponsor tecnico per la stagione 2012-2013 è Erreà, mentre il main sponsor è Acqua Santa Croce. Sulla maglia compare anche, come nella passata stagione, lo sponsor di Risparmio Casa.

## Organigramma societario
Area direttiva
- Presidente: Daniele Sebastiani
- Vice Presidente: Antonio Martino
- Amministratore Delegato: Danilo Iannascoli
- Direttore Sportivo: Daniele Delli Carri
- Consiglio d'Amministrazione: Alessandro Acciavatti, Gabriele Bankowski, Giacomo Ortolano, Gianni Pagliarone

Area tecnica
- Allenatore: Giovanni Stroppa, poi Cristiano Bergodi, poi Cristian Bucchi
- Vice allenatore: Andrea Guerra, poi Luigi Ciarlantini, poi Bruno Nobili
- Preparatore portieri: Massimo Marini, poi Fabrizio Ferron, poi Massimo Marini
- Collaboratori tecnici: Francesco Sità, poi Raffaele Longo, poi Mirko Savini
- Preparatore atletico-recupero infortunati: Francesco Petrarca
- Preparatore atletico: Andrea Tonelli, poi Marco Oneto, poi Ermanno Ciotti

## Rosa
Rosa, numerazione e ruoli, tratti dal sito ufficiale, sono aggiornati al 31 gennaio 2013.
| N. |                       | Ruolo | Calciatore                    |
| -- | --------------------- | ----- | ----------------------------- |
| 2  | Italia (bandiera)     | D     | Damiano Zanon (vice capitano) |
| 3  | Italia (bandiera)     | D     | Alessandro Crescenzi          |
| 3  | Danimarca (bandiera)  | D     | Per Krøldrup                  |
| 4  | Italia (bandiera)     | C     | Emmanuel Cascione (capitano)  |
| 5  | Italia (bandiera)     | D     | Marco Capuano                 |
| 6  | Italia (bandiera)     | D     | Simone Romagnoli              |
| 6  | Italia (bandiera)     | D     | Luciano Zauri                 |
| 7  | Italia (bandiera)     | C     | Danilo Soddimo                |
| 7  | Italia (bandiera)     | A     | Giuseppe Sculli               |
| 8  | Islanda (bandiera)    | C     | Birkir Bjarnason              |
| 9  | Italia (bandiera)     | A     | Elvis Abbruscato              |
| 10 | Svezia (bandiera)     | A     | Mervan Çelik                  |
| 11 | Italia (bandiera)     | D     | Francesco Modesto             |
| 14 | Italia (bandiera)     | D     | Antonio Balzano (capitano)    |
| 15 | Italia (bandiera)     | D     | Antonio Bocchetti             |
| 16 | Uruguay (bandiera)    | C     | Gastón Brugman                |
| 17 | Slovacchia (bandiera) | A     | Vladimír Weiss                |
| 18 | Italia (bandiera)     | C     | Giuseppe Colucci              |
| 18 | Italia (bandiera)     | C     | Giuseppe Rizzo                |
| 19 | Brasile (bandiera)    | A     | Lucas Chiaretti               |
| 20 | Danimarca (bandiera)  | C     | Matti Lund Nielsen            |

| N. |                      | Ruolo | Calciatore             |
| -- | -------------------- | ----- | ---------------------- |
| 21 | Brasile (bandiera)   | C     | Rômulo Togni           |
| 22 | Croazia (bandiera)   | A     | Ante Vukušić           |
| 23 | Serbia (bandiera)    | D     | Uroš Ćosić             |
| 24 | Italia (bandiera)    | C     | Luca Lulli             |
| 25 | Senegal (bandiera)   | D     | David Mbodj            |
| 26 | Italia (bandiera)    | C     | Manuele Blasi          |
| 28 | Argentina (bandiera) | D     | Nicolás Bianchi Arce   |
| 32 | Italia (bandiera)    | P     | Ivan Pelizzoli         |
| 33 | Italia (bandiera)    | A     | Ferdinando Sforzini    |
| 41 | Italia (bandiera)    | P     | Salvatore Falso        |
| 46 | Italia (bandiera)    | D     | Marco Vittiglio        |
| 55 | Italia (bandiera)    | C     | Luca Berardocco        |
| 60 | Argentina (bandiera) | A     | Milton Caraglio        |
| 70 | Italia (bandiera)    | C     | Gaetano D'Agostino     |
| 77 | Italia (bandiera)    | P     | Mattia Perin           |
| 80 | Brasile (bandiera)   | A     | Jonathas               |
| 88 | Italia (bandiera)    | D     | Christian Terlizzi     |
| 93 | Colombia (bandiera)  | C     | Juan Fernando Quintero |
| 94 | Italia (bandiera)    | D     | Marco Perrotta         |
| 95 | Italia (bandiera)    | P     | Luca Savelloni         |
| 99 | Italia (bandiera)    | A     | Gianluca Caprari       |

## Calciomercato

### Sessione estiva(dall'1/7 al 31/8)[2][3]
| Acquisti | Acquisti               | Acquisti          | Acquisti                                                                 |
| R.       | Nome                   | da                | Modalità                                                                 |
| -------- | ---------------------- | ----------------- | ------------------------------------------------------------------------ |
| P        | Ivan Pelizzoli         | Padova            | definitivo                                                               |
| P        | Mattia Perin           | Genoa             | prestito (0,2 milioni €)                                                 |
| P        | Riccardo Ragni         | Fidelis Andria    | risoluzione compartecipazione                                            |
| D        | Massimiliano Barbone   | Ebolitana         | fine prestito                                                            |
| D        | Eugenio Calvarese      | L'Aquila          | fine prestito                                                            |
| D        | Alessandro Crescenzi   | Roma              | prestito (0,2 milioni €) con diritto di riscatto della compartecipazione |
| D        | Uroš Ćosić             | CSKA Mosca        | prestito (0,3 milioni €) con diritto di riscatto (0,9 milioni €)         |
| D        | Daniele Granata        | Giulianova        | fine prestito                                                            |
| D        | Francesco Modesto      | Parma             | prestito con diritto di riscatto                                         |
| D        | Emanuele Saladino      | Celano            | fine prestito                                                            |
| D        | Emanuele Sembroni      | Pergocrema        | fine prestito                                                            |
| D        | Christian Terlizzi     | Varese            | definitivo (0,25 milioni €)                                              |
| C        | Luca Berardocco        | Pisa              | risoluzione compartecipazione                                            |
| C        | Birkir Bjarnason       | Standard Liegi    | prestito (0,3 milioni €)                                                 |
| C        | Manuele Blasi          | svincolato        |                                                                          |
| C        | Giuseppe Colucci       | Cesena            | definitivo (1 milioni €)                                                 |
| C        | Luca Lulli             | Como              | fine prestito                                                            |
| C        | Gianluca Nicco         | Frosinone         | fine prestito                                                            |
| C        | Juan Fernando Quintero | Atlético Nacional | prestito                                                                 |
| C        | Daniele Sciarra        | Chieti            | fine prestito                                                            |
| A        | Elvis Abbruscato       | Vicenza           | definitivo (0,8 milioni €)                                               |
| A        | Gaston Brugman         | Empoli            | definitivo                                                               |
| A        | Gianluca Caprari       | Roma              | definitivo (1,2 milioni €)                                               |
| A        | Mervan Çelik           | GAIS              | definitivo (0,9 milioni €)                                               |
| A        | Lucas Chiaretti        | svincolato        |                                                                          |
| A        | Stefano Giacomelli     | Ternana           | fine prestito                                                            |
| A        | Jonathas               | Brescia           | definitivo (3,5 milioni €)                                               |
| A        | Antonino Ragusa        | Genoa             | compartecipazione (1,5 milioni €)                                        |
| A        | Ante Vukušić           | Hajduk Spalato    | definitivo (3,8 milioni €)                                               |
| A        | Vladimír Weiss         | Manchester City   | definitivo (1,8 milioni €)                                               |

| Cessioni | Cessioni             | Cessioni            | Cessioni                                                 |
| R.       | Nome                 | a                   | Modalità                                                 |
| -------- | -------------------- | ------------------- | -------------------------------------------------------- |
| P        | Luca Anania          | Padova              | definitivo                                               |
| P        | Francesco Cattenari  | Campobasso          | prestito                                                 |
| P        | Riccardo Ragni       | Nocerina            | prestito con diritto di riscatto della compartecipazione |
| D        | Loris Bacchetti      | Lanciano            | prestito                                                 |
| D        | Massimiliano Barbone | Chieti              | prestito                                                 |
| D        | Riccardo Brosco      | Ternana             | prestito                                                 |
| D        | Eugenio Calvarese    | Paganese            | prestito                                                 |
| D        | Daniele Granata      | Teramo              | compartecipazione                                        |
| D        | Marco Martin         | Südtirol            | fine prestito                                            |
| D        | Emanuele Saladino    | Aprilia             | prestito                                                 |
| D        | Emanuele Sembroni    | Aprilia             | prestito                                                 |
| C        | Luca Ariatti         |                     | svincolato                                               |
| C        | Andrea Gessa         | Cesena              | definitivo (1 milione €)                                 |
| C        | Moussa Koné          | Atalanta            | fine prestito                                            |
| C        | Gianluca Nicco       |                     | svincolato                                               |
| C        | Marco Verratti       | Paris Saint-Germain | definitivo (12 milioni €)                                |
| A        | Stefano Giacomelli   | Vicenza             | definitivo (0,1 milioni €)                               |
| A        | Ciro Immobile        | Genoa               | fine prestito                                            |
| A        | Lorenzo Insigne      | Napoli              | fine prestito                                            |
| A        | Riccardo Maniero     | Ternana             | prestito                                                 |
| A        | Antonino Ragusa      | Ternana             | prestito                                                 |
| A        | Marco Sansovini      | Spezia              | definitivo (0,2 milioni €)                               |
| A        | Daniele Sciarra      | Campobasso          | prestito                                                 |

### Sessione invernale(dall'2/1 al 31/1)
| Acquisti | Acquisti             | Acquisti         | Acquisti      |
| R.       | Nome                 | da               | Modalità      |
| -------- | -------------------- | ---------------- | ------------- |
| D        | Loris Bacchetti      | Lanciano         | fine prestito |
| D        | Emanuele Saladino    | Aprilia          | fine prestito |
| D        | Nicolás Bianchi Arce | San Lorenzo      | definitivo    |
| D        | Luciano Zauri        | Lazio            | definitivo    |
| D        | Per Krøldrup         | svincolato       |               |
| C        | Gaetano D'Agostino   | Siena            | prestito      |
| C        | Giuseppe Rizzo       | Reggina          | prestito      |
| A        | Milton Caraglio      | Rangers de Talca | definitivo    |
| A        | Ferdinando Sforzini  | Grosseto         | definitivo    |
| A        | Giuseppe Sculli      | Lazio            | prestito      |

| Cessioni | Cessioni             | Cessioni    | Cessioni                         |
| R.       | Nome                 | a           | Modalità                         |
| -------- | -------------------- | ----------- | -------------------------------- |
| D        | Loris Bacchetti      | Catanzaro   | prestito                         |
| D        | Marco Perrotta       | Paganese    | prestito                         |
| D        | Simone Romagnoli     | Spezia      | prestito                         |
| D        | Alessandro Crescenzi | Roma        | fine prestito                    |
| D        | Christian Terlizzi   | Siena       | prestito                         |
| C        | Luca Lulli           | Paganese    | prestito                         |
| C        | Giuseppe Colucci     | Reggina     | definitivo                       |
| C        | Luca Berardocco      | Feralpisalò | prestito                         |
| C        | Matti Lund Nielsen   | Verona      | prestito con diritto di riscatto |
| C        | Danilo Soddimo       | Grosseto    | prestito                         |
| C        | Gastón Brugman       | Grosseto    | prestito                         |
| A        | Jonathas             | Torino      | prestito con diritto di riscatto |

## Risultati

### Serie A

#### Girone di andata
| Arbitro: | Guida (Torre Annunziata) |

|  |           |                                      |
|  | Marcatori | 17’ Sneijder 19’ Milito 81’ Coutinho |

| Arbitro: | Russo (Nola) |

|                                    |           |  |
| Sgrigna 34’ Brighi 59’ Bianchi 62’ | Marcatori |  |

| Arbitro: | Pinzani (Empoli) |

|                       |           |                                    |
| Çelik 74’ Caprari 90’ | Marcatori | 31’, 76’ M. López 60’ Estigarribia |

| Arbitro: | Romeo (Verona) |

|              |           |              |
| Gilardino 9’ | Marcatori | 40’ Quintero |

| Arbitro: | Doveri (Roma 1) |

|           |           |  |
| Weiss 86’ | Marcatori |  |

| Arbitro: | Damato (Barletta) |

|                    |           |                        |
| Pinilla 82’ (rig.) | Marcatori | 50’ Terlizzi 76’ Weiss |

| Arbitro: | De Marco (Chiavari) |

|  |           |                            |
|  | Marcatori | 5’ Hernanes 25’, 35’ Klose |

| Arbitro: | Giannoccaro (Lecce) |

|               |           |  |
| Maicosuel 53’ | Marcatori |  |

| Pescara 28 ottobre 2012, ore 15:00 CET 9ª giornata | Pescara         | 0 – 0 referto | Atalanta | Stadio Adriatico (10.325 spett.)\| Arbitro: \| Valeri (Roma 2) \| |
| Arbitro:                                           | Valeri (Roma 2) |               |          |                                                                   |

| Arbitro: | Ostinelli (Como) |

|                               |           |  |
| Luciano 75’ (rig.) Stoian 76’ | Marcatori |  |

| Arbitro: | Massa (Imperia) |

|                            |           |  |
| Abbruscato 48’ Weiss 90+3’ | Marcatori |  |

| Arbitro: | Banti (Livorno) |

|              |           |                                                              |
| Cascione 25’ | Marcatori | 9’ Vidal 22’, 45’, 53’ Quagliarella 30’ Asamoah 37’ Giovinco |

| Arbitro: | Irrati (Pistoia) |

|             |           |  |
| Valiani 31’ | Marcatori |  |

| Arbitro: | Gervasoni (Mantova) |

|  |           |           |
|  | Marcatori | 5’ Destro |

| Arbitro: | Peruzzo (Schio) |

|                                                 |           |               |
| Inler 9’, 78’ Hamšík 15’ Cavani 58’ (rig.), 63’ | Marcatori | 18’ Bjarnason |

| Arbitro: | Celi (Bari) |

|                            |           |  |
| Abbruscato 52’ Vukušić 73’ | Marcatori |  |

| Arbitro: | Giannoccaro (Lecce) |

|                                                                       |           |              |
| Nocerino 1’ Abbruscato 51’ (aut.) Jonathas 79’ (aut.) El Shaarawy 81’ | Marcatori | 56’ Terlizzi |

| Arbitro: | Romeo (Verona) |

|                       |           |                |
| Çelik 23’ Togni 90+5’ | Marcatori | 36’ Barrientos |

| Arbitro: | Giacomelli (Trieste) |

|  |           |                          |
|  | Marcatori | 57’ Jonathas 90+1’ Çelik |

#### Girone di ritorno
| Arbitro: | Celi (Bari) |

|                        |           |  |
| Palacio 30’ Guarín 54’ | Marcatori |  |

| Arbitro: | Mazzoleni (Bergamo) |

|  |           |                      |
|  | Marcatori | 4’ Santana 41’ Cerci |

| Arbitro: | Tommasi (Bassano del Grappa) |

|                                                      |           |  |
| Éder 31’ (rig.) Icardi 42’, 56’, 58’, 71’ Obiang 50’ | Marcatori |  |

| Arbitro: | De Marco (Chiavari) |

|                                        |           |                                            |
| Weiss 30’ (rig.) D'Agostino 43’ (rig.) | Marcatori | 34’ (rig.) Diamanti 50’ Gilardino 66’ Kone |

| Arbitro: | Irrati (Pistoia) |

|              |           |               |
| Fabbrini 80’ | Marcatori | 73’ Bjarnason |

| Arbitro: | Gervasoni (Mantova) |

|  |           |              |
|  | Marcatori | 53’, 61’ Sau |

| Arbitro: | Romeo (Verona) |

|                    |           |  |
| Radu 29’ Lulić 35’ | Marcatori |  |

| Arbitro: | Russo (Nola) |

|  |           |              |
|  | Marcatori | 8’ Di Natale |

| Arbitro: | Celi (Bari) |

|                |           |                |
| Denis 34’, 67’ | Marcatori | 24’ D'Agostino |

| Arbitro: | Mazzoleni (Bergamo) |

|  |           |                          |
|  | Marcatori | 88’ Stoian 90+3’ Théréau |

| Arbitro: | Di Bello (Brindisi) |

|                                       |           |  |
| Benalouane 18’ Paletta 52’ Amauri 65’ | Marcatori |  |

| Arbitro: | Peruzzo (Schio) |

|                         |           |              |
| Vučinić 72’ (rig.), 78’ | Marcatori | 83’ Cascione |

| Arbitro: | Abbattista (Molfetta) |

|                     |           |                                          |
| Çelik 53’ Togni 59’ | Marcatori | 14’ Ângelo 33’ (aut.) Zanon 86’ Emeghara |

| Arbitro: | Massa (Imperia) |

|            |           |             |
| Destro 51’ | Marcatori | 14’ Caprari |

| Arbitro: | Romeo (Verona) |

|  |           |                                   |
|  | Marcatori | 46’ Inler 58’ Pandev 81’ Džemaili |

| Arbitro: | Gervasoni (Mantova) |

|                                                    |           |            |
| Floro Flores 19’ Borriello 30’, 54’ Bertolacci 69’ | Marcatori | 35’ Sculli |

| Arbitro: | Russo (Nola) |

|  |           |                                                  |
|  | Marcatori | 9’ (rig.), 57’ Balotelli 33’ Muntari 51’ Flamini |

| Arbitro: | Pasqua (Tivoli) |

|           |           |  |
| Gómez 51’ | Marcatori |  |

| Arbitro: | De Marco (Chiavari) |

|               |           |                                                |
| Vittiglio 76’ | Marcatori | 16’, 24’, 59’ Ljajić 28’ Fernandez 54’ Jovetić |

### Coppa Italia

#### Turni preliminari
| Arbitro: | Giannoccaro (Lecce) |

|                |           |  |
| Abbruscato 39’ | Marcatori |  |

| Arbitro: | Baracani (Firenze) |

|                                     |           |                               |
| T. Ribeiro 6’, 21’, 61’ Pinilla 76’ | Marcatori | 33’ (rig.) Cascione 79’ Weiss |

## Statistiche

### Statistiche di squadra
| Competizione | Punti | In casa | In casa | In casa | In casa | In casa | In casa | In trasferta | In trasferta | In trasferta | In trasferta | In trasferta | In trasferta | Totale | Totale | Totale | Totale | Totale | Totale |
| Competizione | Punti | G       | V       | N       | P       | Gf      | Gs      | G            | V            | N            | P            | Gf           | Gs           | G      | V      | N      | P      | Gf     | Gs     |
| ------------ | ----- | ------- | ------- | ------- | ------- | ------- | ------- | ------------ | ------------ | ------------ | ------------ | ------------ | ------------ | ------ | ------ | ------ | ------ | ------ | ------ |
| Serie A      | 22    | 19      | 4       | 1       | 14      | 15      | 42      | 19           | 2            | 3            | 14           | 12           | 42           | 38     | 6      | 4      | 28     | 27     | 84     |
| Coppa Italia |       | 1       | 1       | 0       | 0       | 1       | 0       | 1            | 0            | 0            | 1            | 2            | 4            | 2      | 1      | 0      | 1      | 3      | 4      |
| Totale       | -     | 20      | 5       | 1       | 14      | 16      | 42      | 20           | 2            | 3            | 15           | 14           | 46           | 40     | 7      | 4      | 29     | 30     | 88     |

### Andamento in campionato
| Giornata  | 1  | 2  | 3  | 4  | 5  | 6  | 7  | 8  | 9  | 10 | 11 | 12 | 13 | 14 | 15 | 16 | 17 | 18 | 19 | 20 | 21 | 22 | 23 | 24 | 25 | 26 | 27 | 28 | 29 | 30 | 31 | 32 | 33 | 34 | 35 | 36 | 37 | 38 |
| --------- | -- | -- | -- | -- | -- | -- | -- | -- | -- | -- | -- | -- | -- | -- | -- | -- | -- | -- | -- | -- | -- | -- | -- | -- | -- | -- | -- | -- | -- | -- | -- | -- | -- | -- | -- | -- | -- | -- |
| Luogo     | C  | T  | C  | T  | C  | T  | C  | T  | C  | T  | C  | C  | T  | C  | T  | C  | T  | C  | T  | T  | C  | T  | C  | T  | C  | T  | C  | T  | C  | T  | T  | C  | T  | C  | T  | C  | T  | C  |
| Risultato | P  | P  | P  | N  | V  | V  | P  | P  | N  | P  | V  | P  | P  | P  | P  | V  | P  | V  | V  | P  | P  | P  | P  | N  | P  | P  | P  | P  | P  | P  | P  | P  | N  | P  | P  | P  | P  | P  |
| Posizione | 20 | 20 | 20 | 19 | 17 | 15 | 15 | 19 | 17 | 19 | 16 | 18 | 19 | 20 | 20 | 19 | 19 | 17 | 15 | 16 | 18 | 18 | 19 | 19 | 19 | 19 | 20 | 20 | 20 | 20 | 20 | 20 | 20 | 20 | 20 | 20 | 20 | 20 |

Legenda:

Luogo: C = Casa; T = Trasferta. Risultato: V = Vittoria; N = Pareggio; P = Sconfitta.